# Maria Concetta Micheli
Maria Concetta Micheli (Mercatale di Cortona, 7 dicembre 1942) è un'aviatrice italiana, prima donna pilota di elicotteri italiana.

## Biografia
Nata a Mercatale di Cortona, risiede a Lisciano Niccone. È stata la prima donna italiana a conseguire, nel 1971, il brevetto di pilota di elicottero presso la Scuola Nardi all’aeroporto di Bresso (Milano). Successivamente ha iniziato la sua attività di formazione nell'aviazione, specializzandosi in elicotterista, presso l'Agusta s.p.a. Costruzioni Aeronautiche all'aeroporto di Milano Malpensa, specializzandosi sia nel settore di volo che in quello tecnico.
Nel 1982 ha prestato il proprio servizio presso la Soc. Elialpi S.p.a., acquisendo diverse esperienze di volo in montagna, nel trasporto materiale, nella costruzione di rifugi, nel trasporto foraggi per animali ed effettuando atterraggi su zone impervie e di difficile accesso. Ha inoltre prestato servizio nei voli civili di collegamento tra Cascina Costa alla Costa Smeralda e successivamente da Napoli a Ponza. Realizza il primo audiovisivo sull'elicottero, in Italia, intitolato L'elicottero dall'impossibile al possibile.

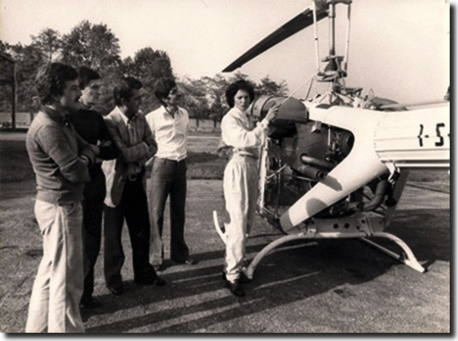
Lezione a futuri specialisti di elicottero sulle componenti 1978

Nel 1985 riceve il riconoscimento ufficiale di "Pioniere del progresso aeronautico" firmato dal generale Giulio Cesare Graziani.
Il 15 dicembre 2016 presso la Biblioteca Centrale di Palazzo Esercito, il Capo di stato maggiore dell'Aeronautica Militare, generale di Squadra Aerea Enzo Vecciarelli, le ha conferito il brevetto militare ad honorem.
Nel 1981 diventa membro effettivo delle Whirly Girls International, ovvero l’Associazione Internazionale delle Pilote Elicottero fondata nel 1955 inoltre l’organizzazione Whirly-Girls International ha anche pubblicato sulla sua rivista ufficiale The Collective Pitch, un articolo intitolato, Whirly Girls: un’organizzazione di First Ladies.
Nel 1983 ha scritto le parole della canzone Ciao elicottero, musicata dal maestro Stelvio Cipriani. dalla canzone ha preso lo spunto per la creazione del ballo omonimo, Ciao elicottero. Ha composto inoltre la Preghiera dell'elicotterista, citata dalla Radio Vaticana l’11 novembre 1984. Nel 1984 ha realizzato un altro audiovisivo dedicato all'infanzia intitolato, L'elicottero chiacchierone in cui racconta in forma di fiaba la storia dell’elicottero dalla sua nascita, della sua evoluzione, e come può essere impiegato.
Il 21 giugno 2009 presso il Museo dell'aria e dello spazio di San Pelagio, frazione del comune di Due Carrare in provincia di Padova è stata inaugurata e dedicata a Maria Concetta Micheli la Sala degli elicotteri. Nel 2022 nel museo è stato esposto un suo busto.

Nel 2010 ha pubblicato un libro intitolato, Anima. Gli animali hanno l’anima nel nome. Storie ed analogie tra l’uomo e gli animali da compagnia.

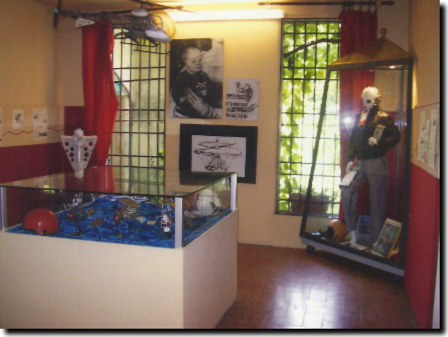
Sala dei Ricordi di “Maria Concetta Micheli” presso Museo dell’Aria e dello Spazio a San Pelagio (PD).

È stata anche nominata ambasciatrice dei Guardiani di Pace della Confederazione Internazionale dei Cavalieri Crociati, con sede ad Assisi.
Il 10 dicembre 2011 le viene conferita dalla Confederazione Internazionale dei Cavalieri Crociati la Palma d’Oro per la Cultura di Pace in qualità di prima donna pilota di elicotteri italiana.
Il 13 ottobre 2012 presso il Museo dell'aria e dello spazio di San Pelagio (Padova) è stata inaugurata e le è stata dedicata, l’area didattica "Maria Concetta Micheli". Contemporaneamente il Comune di Due Carrare le ha conferito la cittadinanza onoraria.
Ha tenuto conferenze presso varie scuole, Rotary e Lions Clubs, sulla storia e l’utilità dell’elicottero nel mondo moderno e fornendo indirizzi alle nuove generazioni.
Nel 2016 è stato pubblicato da Armando Curcio Editore il libro Maria Concetta Micheli. La ragazza che parlava all'elicottero, scritto da Giorgio Evangelisti, che racconta la sua storia.
Il 16 febbraio 2018, in occasione del secondo anniversario del “conferimento brevetto militare ad honorem prima donna italiana pilota di elicotteri”, viene emesso da Poste Italiane un annullo speciale a lei dedicato.
Dal 25 febbraio al 1 marzo 2018 ha partecipazione come testimone alla Convention dell'Associazione Whirly Girls International denominata “HAI HELI - EXPO 2018” tenutasi a Las Vegas (USA).

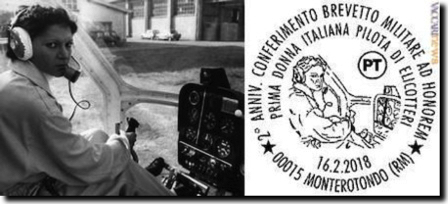
Annullo filatelico delle poste italiane brevetto pilota Maria Concetta Micheli

## Le onorificenze
Nel 1985 le fu conferito il riconoscimento ufficiale di "Pioniere dell’Aeronautica Italiana", quale comandante e pilota esperto.
Successivamente nel 1988 le fu conferita l’onorificenza di Cavaliere al Merito della Repubblica Italiana.
Nel 2012 ha ricevuto il titolo di Commendatore al Merito della Repubblica Italiana. Il suo primato di pilota è stato inserito anche negli annali del Guinness dei primati dell'anno 2001.
Il 15 dicembre 2016, il Capo di Stato Maggiore dell'Esercito Danilo Errico ed il Capo di Stato Maggiore dell'Aeronautica Militare Enzo Vecciarelli  conferiscono il brevetto di pilota militare ad honorem a Maria Concetta Micheli.

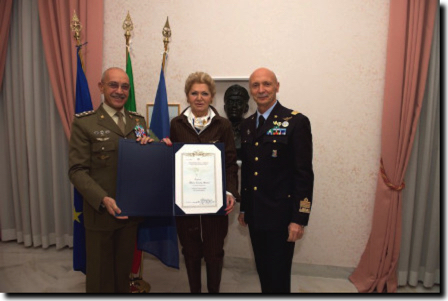
Il Capo di Stato Maggiore dell'Esercito Danilo Errico ed il Capo di Stato Maggiore dell Aeronautica Militare Enzo Vecciarelli conferiscono il Brevetto di Pilota Militare ad Honorem Roma 15 Dicembre 2016.